# 杨荫榆
杨荫榆（1884年—1938年1月1日），在無錫出生，中國教育學研究者、教師。日本东京女子高等师范学校（現在御茶水女子大學）得業士，美國哥倫比亞大學教育學系學士、碩士。任北京女子师范大学校长期间，因強硬处理学运而遭受非议。抗日战争期间，日军因杨荫榆公开抗议其暴行而将她杀害。

## 生平
1924年任北京女子師範大學校長，为中国历史上的第一位女性大学校长。在“女师大风潮”中，因要保护学生人身安全而力阻学生参与政治，與魯迅、周作人、許壽裳、易培基、許廣平等師生爆發爭執，得到時任中華民國教育部署總長章士釗力挺，但迨至下半年，女师大学潮日炽，杨荫榆被免职。1927年，至苏州女子师范学校任教，并在东吴大学、苏州中学兼授外语，1935年在娄门创办二乐女子学术社，任社长。 
抗日战争期間，当时寓居苏州的杨荫榆目睹日军的种种暴行，多次向日軍長官抗議，並收留、保護多名女學生。並因此在1938年1月1日被日本兵诱押至蘇州盤門吳門橋下，射殺身亡，遺體被投入河中。

## 家庭
有哥哥杨荫杭，侄女楊絳（是楊絳的三姑母）。